# أكمية مسننة
أكمية مسننة (الاسم العلمي: Aechmea serrata) هو نوع نباتي يتبع جنس الأكمية من فصيلة البروميلية.